# Diamorphoses
Diamorphoses (грец. Διαμορφώσεις) є першою електроакустичною композицією французького композитора Яніса Ксенакіса. Вона була створена між 1957 і 1958 і, згідно з даними багатьох академічних книг з історії електроакустичної музики, вважається шедевром.

## Створення
Після створення П'єром Шеффером студії Radio France у 1948, Яніс Ксенакіс зацікавився можливостями конкретної і електроакустичної музики. Близько 1955 Ксенакіс почав працювати  цій студії як учасник Groupe des recherches musicales (фр. Musical Research Group — Група музичних досліджень). У записах Ксенакіса (як і Шеффера), використовувалися звуки двигунів, потягів та інших природних і механічних явищ.
З-поміж ряду записів, зроблених Ксенакісом в період з 1957 по 1962 рр., композиція Diamorphoses була першою  і найбільш помітною. Її завершено і вперше запрезентовано 5 жовтня 1958 р. в Брюсселі.

## Аналіз
Diamorphoses було створено на дводоріжковій стрічці і, таким чином, твір має фіксовану тривалість 6 хвилин і 57 секунд. Це, як правило, звучить з 4-х динаміків.